# 久木田重和
久木田 重和（くきた しげかず、1943年4月7日 - 2021年7月8日）は、日本の会計学者。専門分野は、財務会計・国際会計。東京経済大学名誉教授。同大学元学長。2004年から2006年にかけて、公認会計士試験の試験委員を務めた。

## 経歴
1943年、福岡県戸畑市で生まれる。1966年、九州大学経済学部卒業。1968年、同大学大学院経済学研究科修士課程修了。1971年、同大学院経済学研究科博士課程単位取得退学。同年、東京経済大学経営学部専任講師。1984年、同教授。2008年、同大学学長（2013年度末まで）。2014年、同大学定年退職、名誉教授。

## 著書
単著
- 『簿記の基本』（白桃書房、1982年
- 『簿記の応用』（白桃書房、1991年

共編著
- 『簿記学習』市川深共編著. 中央経済社, 1978.4
- 『簿記学習3級 日本商工会議所・各地商工会議所検定試験』市川深共編著. 中央経済社, 1978.4
- 『商業簿記学習 2級』市川深共編著. 中央経済社, 1986.2
- 『工業簿記学習 2級』市川深共編著. 中央経済社, 1986.2
- 『簿記の技法』編著. 創成社, 2006.3
- 『基本簿記を学ぶ アカウンティング・エッセンシャルズ』編著. 中央経済社, 2009.4

翻訳
- R.マテシッチ『会計と分析的方法 下巻』越村信三郎監訳, 遠藤久夫,廿日出芳郎共訳. 同文館出版, 1974